# Толомеи, Этторе
Э́тторе Толоме́и (итал. Ettore Tolomei; 16 августа 1865, Роверето, Тирольское графство, Австрийская империя — 25 мая 1952, Рим) — итальянский географ и журналист. Ирредентист. Вошёл в историю тем, что в годы правления фашистов переименовал с немецкого на итальянский около восьми тысяч топонимов Южного Тироля.

## Ранние годы
Родился в г. Роверето (провинция Тренто, земля Тироль, Австро-Венгрия) в семье торговца древесиной. Имел австрийское гражданство. Окончил гимназию в Роверето; затем изучал лингвистику во Флоренции и Риме, где вступил в Общество Данте Алигьери. По завершении образования преподавал в итальянских школах в Тунисе, Салониках, Измире и Каире. В 1901 г. вернулся в Италию и был назначен генеральным инспектором итальянских школ за рубежом.
В 1890 году основал журнал  La Nazione Italiana — рупор итальянских националистов . Поднимал, в частности, вопросы принадлежности Тренто и Триеста, находившихся в то время под властью Австро-Венгрии, а также Леванта и Северной Африки.
В конце века интерес Толомеи переместился к северу. По его убеждениям, природная северная граница Италии проходила по главным водоразделам в Альпах — перевалам Решенскому и Бреннеру, — несмотря на то, что в этих районах жили преимущественно немецкоговорящие австрийцы.
Среди населения Южного Тироля были представлены ладины — этническая группа, говорящая на ретороманском языке (Южный Тироль, Тренто и Беллуно). Толомеи решил использовать ладинов как «итальянский клин в германоговорящем регионе». Он придумал для региона название Верхний Трентино (итал. Alto Trentino), которое позднее заменил на Верхний Адидже (итал. Alto Adige); после Первой мировой войны это название стало применяться в Италии официально и продолжает оставаться таковым по настоящее время.
В 1904 году совершил восхождение на пик Глоккенкаркопф который он ошибочно считал самой северной вершиной водораздела в Тирольских Альпах. Объявил себя первовосходителем и переименовал вершину в пик Vetta d’Italia («Вершина Италии»), имея в виду определённую политическую цель. Именно это название появилось позднее на итальянских картах. В 1938 г. король Виктор Эммануил III присвоил Толомеи титул «графа вершины» (Conte della Vetta).
В 1906 году Толомеи основал журнал Archivio per l' Alto Adige; основной целью издания была пропаганда итальянизации Южного Тироля. Частью пропаганды была местная топонимика: на основании якобы существовавших архивов для каждого селения в Южном Тироле было «найдено» итальянское название, якобы лишь недавно заменённое на немецкое.

## Первая мировая война
В 1914 году, после начала Первой мировой войны, Толомеи бежал в Рим во избежание призыва в австрийскую армию. К этому времени ему удалось придать району между перевалом Бреннер и Салорнской долиной видимость этнической принадлежности Италии. Справочник Archivio, составленный Толомеи, стал широко использоваться по вопросам, связанным с Южным Тиролем, в особенности в Италии во время войны.
Таким образом, идея итальянского юридического права на Южный Тироль стала общепринятой.
После вступления Италии в войну на стороне Антанты (1915 год) Толомеи вступил в итальянскую армию под именем Эудженио Трепонти и получил место в комитете начальников штабов. Продолжал лоббировать идею аннексии Южного Тироля. В частности, он предлагал переучить местное население с немецкого на итальянский, не исключая при этом возможности депортаций. В 1916 году опубликовал список Prontuario dei nomi locali dell’Alto Adige, содержавший более 10 тысяч населённых пунктов и топонимов Южного Тироля, названия которых были изменены с немецкого на итальянский. Исследователи отмечают это массовое переименование, совершённое одним человеком, как уникальное в истории.
В 1916 и 1917 гг. сотрудничал с военно-географическим Институтом (сейчас Де Агостини) в изготовлении карт, которые изображали Южный Тироль как часть Италии. Эти карты были использованы итальянской делегацией на Парижской мирной конференции для создания впечатления об исконной принадлежности этого региона Италии.
После оккупации Тироля итальянскими войсками Толомеи активно выступал за решительные меры по радикальному изменению этнической ситуации в регионе. Он был назначен комиссаром по языку и культуре в Альто-Адидже, однако его радикальные предложения не были приняты правительством. Положение изменилось лишь после прихода к власти фашистов.

## Итальянизация Южного Тироля

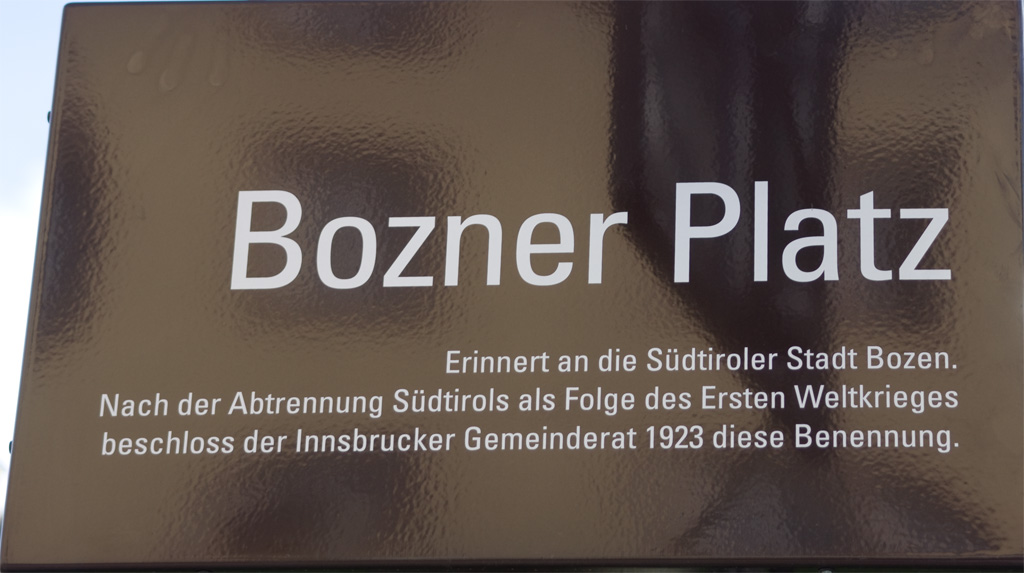
Уличный знак в Инсбруке, Северный Тироль, в честь южнотирольского города Боцен, переименованного в 1923 году в Больцано.

После заключения австро-итальянского перемирия в ноябре 1918 г. итальянские войска заняли южную часть Тироля. Толомеи был назначен в управление по культурной политике в административном центре региона — Боцене (ит. Больцано).
2 октября 1922 Толомеи во главе группы чернорубашечников занял мэрию города Больцано и убедил комиссара Луиджи Понте сместить мэра; на следующий день это повторилось в Тренто. Это стало фактическим концом демократии в области Трентино-Альто Адидже. Начиная с 1923 года, при поддержке Бенито Муссолини, Толомеи взял курс на итальянизацию.
Были переделаны на итальянский лад примерно 8 тысяч топонимов; итальянский был объявлен единственным официальным языком; жителей принуждали менять фамилии и учить итальянский. План Толомеи включал 32 пункта, из которых наиболее характерными были:
- запрет на название «Тироль» и его вариации;
- закрытие школ на немецком языке;
- запрет партий, выражавших интересы немецкоязычного населения;
- введение итальянского языка как единственного официального языка;
- закрытие газет на немецком.

В 1939 году усилия Толомеи привели к заключению соглашения по Южному Тиролю, которое давало жителям региона выбор из двух вариантов: остаться в Италии или эмигрировать в нацистскую Германию, — так называемый «вариант für Vaterland».
После капитуляции Италии в 1943 г. немцы арестовали Толомеи и отправили его в концентрационный лагерь Дахау, однако вскоре перевели в санаторий в Тюрингии.
Из-за политики итальянизации Южного Тироля немецкоязычные жители называли Толомеи «гробовщиком Южного Тироля».

## Историческое наследие
Похоронен в Монтанье (нем. Montan). Толомео просил похоронить его лицом на север, чтобы он мог наблюдать за тем, как последний немец из Южного Тироля уедет в Австрию. Этого не произошло. После Второй мировой войны немецкий был восстановлен в качестве официального языка наряду с итальянским.
Многие топонимы, изменённые Толомеи в годы фашизма, до сих пор имеют итальянские названия, что вызывает протесты преимущественно немецкоязычного населения. Политики не могут договориться по вопросу названий, что вызывает трения между итальянской и немецкой общинами. Некоторые группы, такие как  Suedtiroler Freiheit (небольшая партия, выступающая за независимость Южного Тироля от Италии), требуют отмены всех изменений, сделанных Толомео:

Все, что фашисты сделали для того, чтобы доказать принадлежность Южного Тироля Италии, — чего никогда не было, — является культурным преступлением и не имеет права на существование.
Оригинальный текст (англ.)
Everything that fascism did with the aim of rewriting South Tyrolean history, with the aim of making South Tyrol Italian - which it never was - is a cultural crime and has no right to exist.

## Награды
- Орден Короны Италии — итал. Commendatore dell'Ordine della Corona d'Italia, 1920
- Орден Короны Италии — итал. Grande ufficiale dell'Ordine della Corona d'Italia, 1931
- Орден Почётного легиона — 1935